# Pegandon (Pegandon)
Pegandon is een bestuurslaag in het regentschap Kendal van de provincie Midden-Java, Indonesië. Pegandon telt 2809 inwoners (volkstelling 2010).